# Vorbeck
Vorbeck es un municipio situado en el distrito de Rostock, en el estado federado de Mecklemburgo-Pomerania Occidental (Alemania), a una altitud de 14 metros. Su población a finales de 2016 era de 300 habs. y su densidad poblacional, 21 hab/km².